# Płociczno (powiat starogardzki)
Płociczno (niem. Grünthal) – wieś kociewska w Polsce, położona w województwie pomorskim, w powiecie starogardzkim, w gminie Kaliska. Wieś wchodzi w skład sołectwa Cieciorka. Na obszarze wsi znajdują się dwa małe jeziora: Płociczno Małe i Płociczno Duże.
W 1931 roku gmina wiejska Płociczno zajmowała 605,91 ha, a na jej terenie zamieszkiwało 761 osób.
W latach 1975–1998 miejscowość administracyjnie należała do województwa gdańskiego.

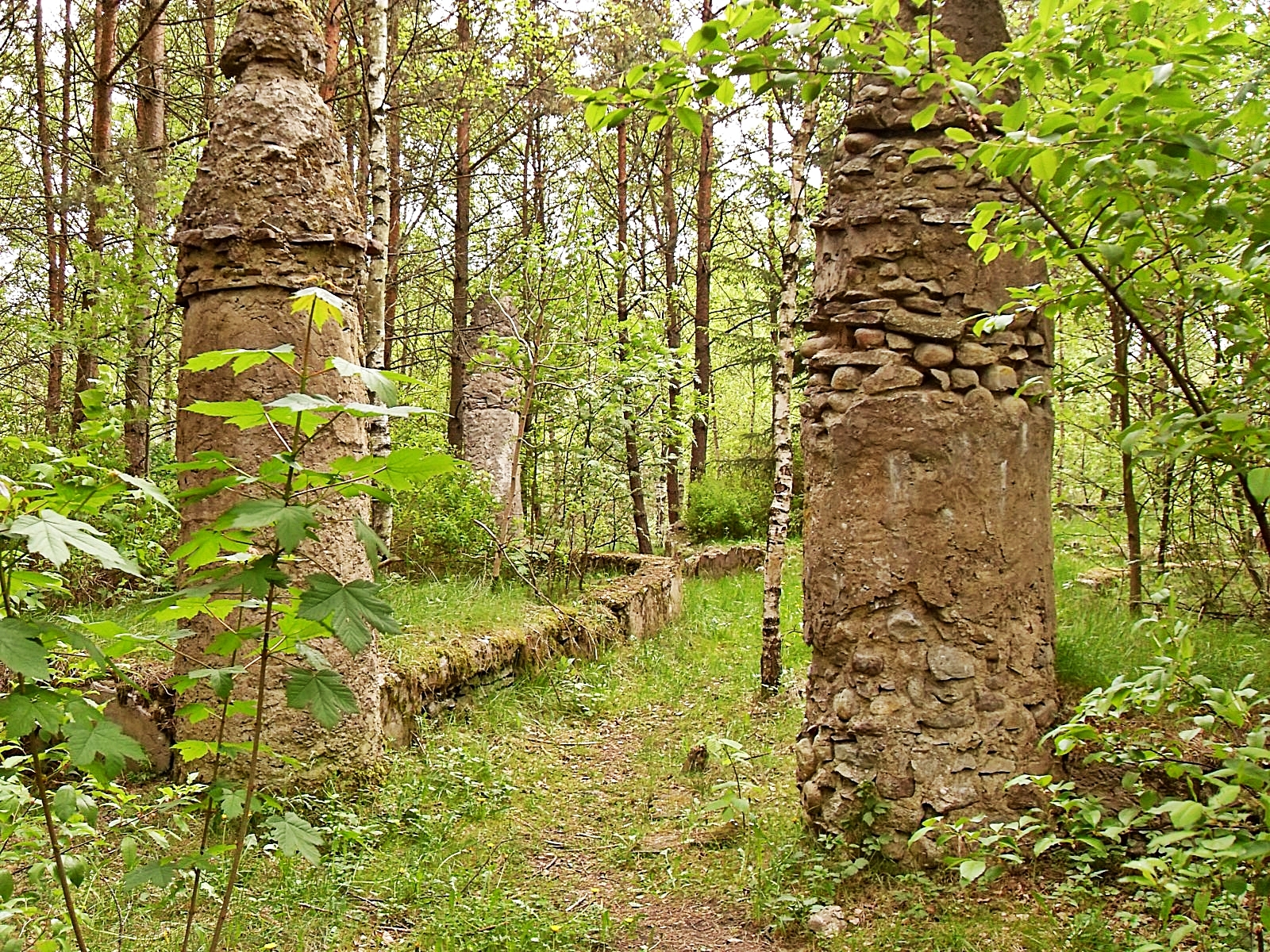
Pozostałość po ogrodach antycznych w Płocicznie

Według stanu na dzień 31 grudnia 2008 r. w Płocicznie zamieszkiwało 41 osób.
Wieś należy do rzymskokatolickiej parafii Matki Bożej Nieustającej Pomocy w Kaliskach. W Płocicznie znajduje się kościół filialny pod wezwaniem św. Józefa z charakterystyczną, hełmiastą kopułą. Powstał on w 1906 z inicjatywy niemieckich mieszkańców wioski, stanowiących do 1920 roku większość mieszkańców. Znajdująca się przy nim figura Chrystusa usytuowana była pierwotnie w zdobionej witrażami altanie w ogrodzie pastora. 
Dużą atrakcją są pozostałości kamienno-betonowego kręgu z kolumnami na obwodzie, połączonymi niegdyś grubym łańcuchem, oraz stojącą pośrodku podstawą pomnika, na którym według opowiadań miejscowej ludności, stał posąg marszałka Hindenburga o wysokości 5 metrów.
Po odzyskaniu przez Polskę niepodległości, przestano dbać o ogród wraz z kamienno-betonowym kręgiem i ulegał on stopniowej degradacji. W młodniku na północ od kościoła znajdują się pozostałości po kręgu, kolumnach oraz podstawa, na której stał wspomniany pomnik.
W 2005 przez wieś przeprowadzono szosę w kierunku Chwarzna i Starej Kiszewy.

## Zabytki
Według rejestru zabytków NID na listę zabytków wpisana jest chata kociewska nr 15, 1869, nr rej.: A-1409 z 31.08.1993.